# قانون الأحوال الشخصية

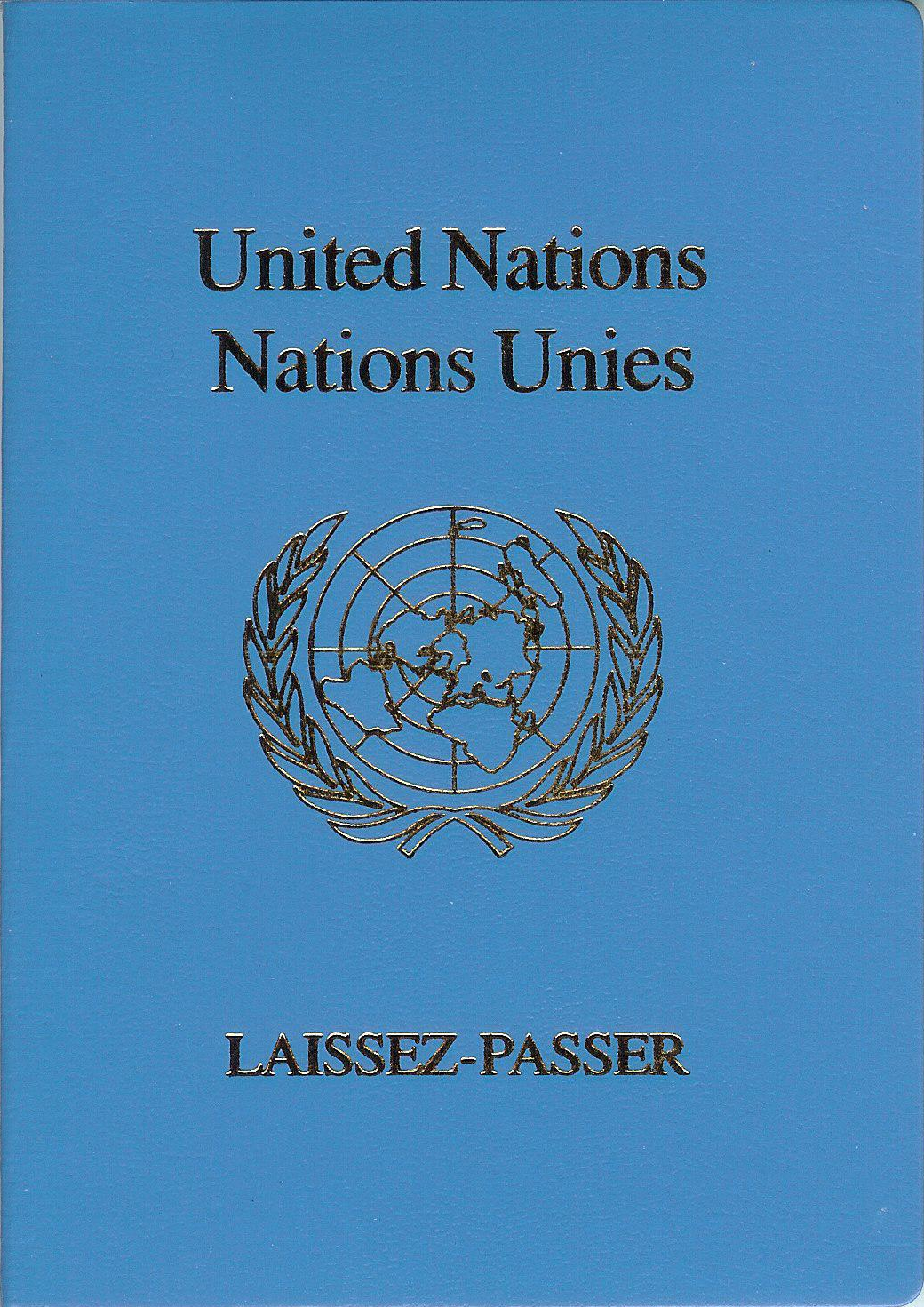

طبقا لتعريف قانون الأحوال الشخصية وبيانُ ما تعنيه فإن قانون الأحوال الشخصية هو مجموعة القواعد القانونية التي تنظم علاقة الأفراد فيما بينهم من حيث صلة النسب والزواج وما ينشأ عنه من مصاهرة وولادة وولاية وحضانة وحقوق وواجبات متبادلة وما قد يعتريها من انحلال تترتب عليه حقوق في النفقة والحضانة والإرث والوصية.
قديماً لم يستخدم الفقهاء هذا المصطلح، وإنما كانوا يطلقون إِسماً خاصاً على كُل موضوع يتعلق بالمبادئ الحكومية والأحكام الشاملة للأسرة، ككتاب والنكاح وكتاب المهر ...وهكذا.
والأحوال الشخصية توازي في المعنى الأحوال المدنية , ومحتوى قانون الأحوال الشخصية يمكن عرضه في ثلاث نقاط :
1. كل ما يتعلق بالزواج وأحكامه وما يترتب عليه من مهر ومسكن ونفقة ونسب وأحكام الأهليـــة والحجر والوصايا وأنواعها . فمثلاً الزواج العرفي
2. كل ما يتعلق بالطلاق وأحكامه وآثاره من نفقة وعدة وغيرها .
3. كل ما يتعلق بأحكام الإرث , وفي الفقه يطلق عليه أحكام الفرائض.